# إيلانا كلوس
إيلانا كلوس (بالإنجليزية: Ilana Kloss) مواليد 12 مارس 1956 في جوهانسبرغ، اتحاد جنوب أفريقيا، هي لاعبة كرة مضرب جنوب أفريقية سابقة بدأت مسيرتها كمحترفة سنة 1973 تلعب باليد اليسرى. هي إحدى بطلات الجراند سلام. أعلى تصنيف لها في الفردي كان المركز الـ 19 في سنة 1976.

## نهائيات البطولات الكبرى

### زوجي السيدات: 1 (الألقاب 1)
| الحصيلة | السنة | البطولة                     | الأرضية | الشريك      | المنافس                     | النتيجة  |
| ------- | ----- | --------------------------- | ------- | ----------- | --------------------------- | -------- |
| الفوز   | 1976  | بطولة أمريكا المفتوحة للتنس | ترابية  | لينكي بوشوف | أولغا موروزوفا فرجينيا وايد | 6–1, 6–4 |

### الزوجي المختلط: 1 (الألقاب 1)
| الحصيلة | السنة | البطولة        | الأرضية | الشريك     | المنافس                   | النتيجة       |
| ------- | ----- | -------------- | ------- | ---------- | ------------------------- | ------------- |
| الفوز   | 1976  | فرنسا المفتوحة | ترابية  | كيم وارويك | لينكي بوشوف كولن دوديزويل | 5–7, 7–6, 6–2 |

## روابط خارجية
- إيلانا كلوس على موقع رابطة محترفات التنس (الإنجليزية)
- إيلانا كلوس على موقع الاتحاد الدولي لكرة المضرب (الإنجليزية)
- إيلانا كلوس على موقع كأس بيلي جين كينغ (الإنجليزية)
- إيلانا كلوس على موقع خلاصة التنس.كوم (الإنجليزية)
- إيلانا كلوس على موقع إي إس بي إن.كوم (الإنجليزية)